# Wiedemannia mgounica
Wiedemannia mgounica är en tvåvingeart som beskrevs av Vaillant 1956. Wiedemannia mgounica ingår i släktet Wiedemannia och familjen dansflugor. Inga underarter finns listade i Catalogue of Life.